# Monument aux Morts (Capellen)

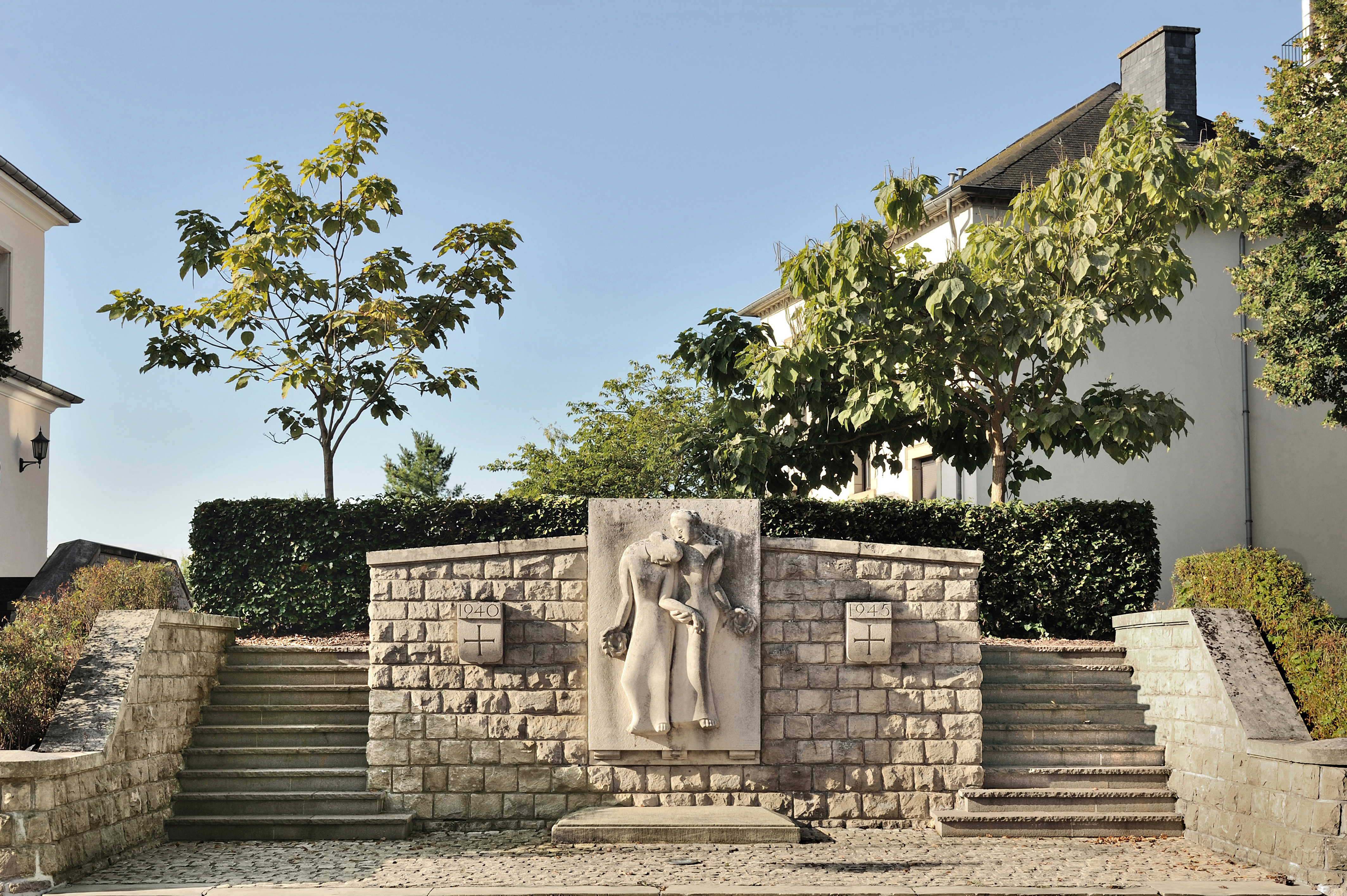
Monument aux Morts

Das Monument aux Morts in Capellen ist ein Denkmal zu Ehren der Opfer des Zweiten Weltkriegs. Es steht in der Nähe der Église Sainte-Vierge-Marie (dt.: Kirche der Jungfrau Maria).

## Geschichte
Das Denkmal stammt aus dem Jahr 1953 und wurde von Roger Wercollier entworfen. Das Relief stammt von seinem Bruder Lucien Wercollier und ist eine der letzten stilisierten figürlichen Skulpturen, bevor er sich ganz der abstrakten Bildhauerei zuwandte. Das Denkmal wurde von dem Unternehmen Olinger errichtet.

## Beschreibung
Das Monument besteht aus einer Mauer aus Quadersteinen, in die senkrecht ein Steinblock mit Relief eingefügt ist. Auf beiden Seiten führt eine Treppe nach oben. Hinter dem Denkmal stehen eine Buchenhecke und zwei Gewöhnliche Trompetenbäume. Das Relief zeigt zwei trauernde Frauen, von denen die eine ihren Kopf auf die Schulter der anderen legt. Beide halten einen Lorbeerkranz in der Hand. Das Denkmal wird abends beleuchtet.